# Curcuma stenochila
Curcuma stenochila är en enhjärtbladig växtart som beskrevs av François Gagnepain. Curcuma stenochila ingår i släktet Curcuma och familjen Zingiberaceae. Inga underarter finns listade i Catalogue of Life.